# Carl Franz Planck von Planckburg

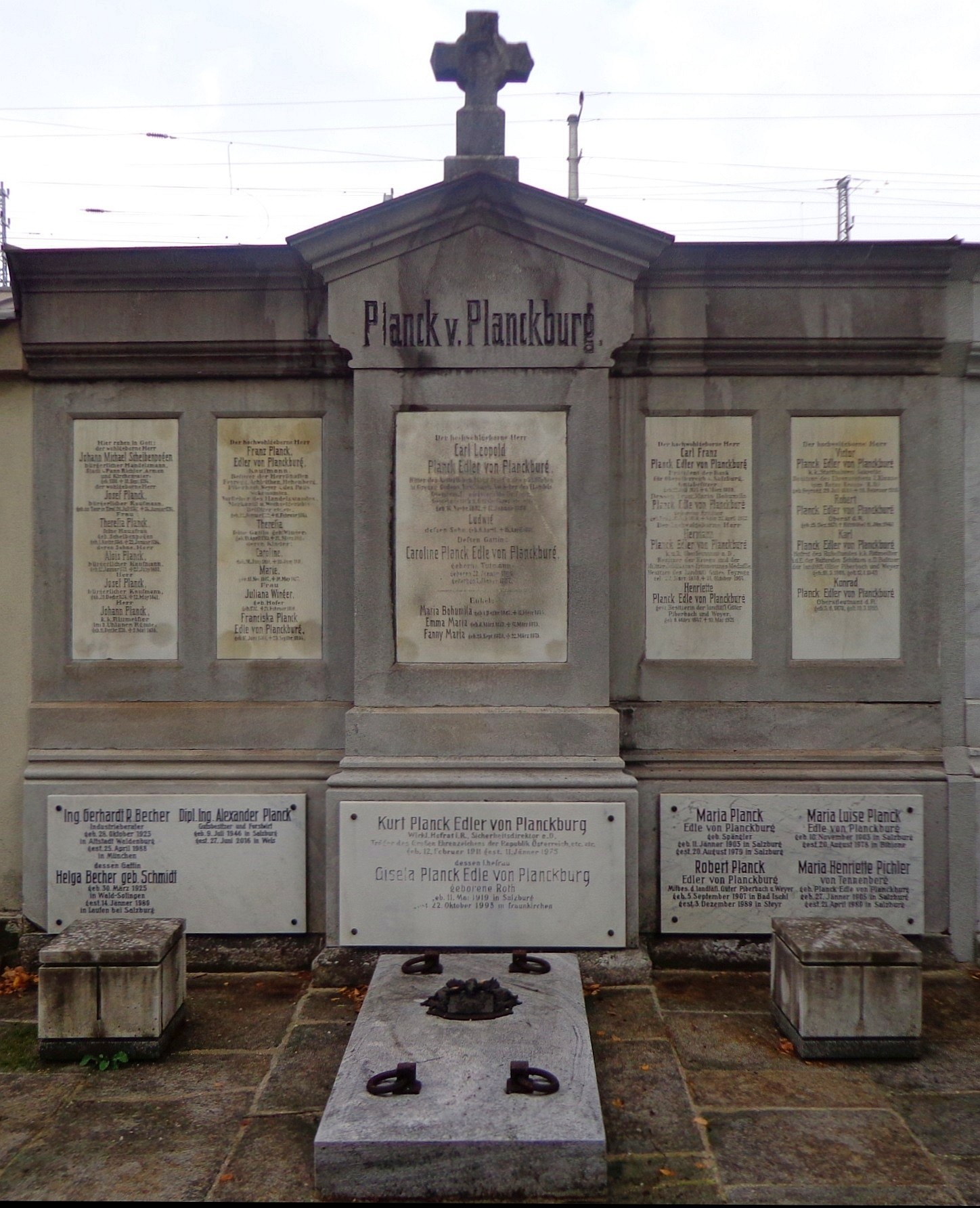
St. Barbara-Friedhof Linz, Grab der Familie Planck von Planckburg, in dem auch Carl Franz Planck von Planckburg bestattet ist.

Carl Franz Planck von Planckburg (* 22. Juli 1833 in Linz; † 6. März 1880 ebenda) war ein österreichischer Bankier.

## Leben
Carl Franz entstammte der Familie Planck von Planckburg. Nach seiner Ausbildung am Gymnasium in Linz und am Stiftsgymnasium Kremsmünster war er Besitzer der landtäflichen Güter Achleiten und Hehenberg im Traunviertel.
Es folgte eine Tätigkeit in verschiedenen Bankhäusern in Frankfurt am Main, Wien und London. 1865 wurde er Prokurist in der väterlichen Firma, dem Bankhaus J. M. Scheibenpogens Eidam in Linz. 1868 wurde Planck Eigentümer des Bankhauses J. M. Scheibenpogens Eidam in Linz. 1869 wurde dieses eine Aktiengesellschaft Bank für Oberösterreich und Salzburg umgewandelt.
Als Präsident des Verwaltungsrates der Bank für Oberösterreich und Salzburg bemühte er sich 1873 im Wiener Börsenkrach um eine Lösung für die Bank und ihre Kunden. Der Verwaltungsrat zeichnete einen persönlichen Garantiefonds, an dem sich Planck mit fast einem Drittel – 75.000 fl. in bar – beteiligte. So konnte die Oberbank weiterbestehen.
Planck war Mitglied im Exekutivkomitee für die Weltausstellung 1873 in Wien und der Initiative für ein Konsortium zum Bau der Kremstalbahn 1872. 1879 stand er an der Spitze des Interessentenausschusses für die Kremstalbahn, vier Monate nach seinem Tod erfolgte im Juli 1880 der erste Spatenstich durch den Abt des Stiftes Kremsmünster Cölestin Gangsbauer und 1881 die Eröffnung. Im August 1874 wurde Planck als Vizepräsident des Museums Francisco-Carolinum in Linz zum Obmann des Aktionskomitees zum Bau eines neuen Museums berufen.
Er heiratete am 22. November 1866 in Leonding Bohumila Maria Krüzner (* 30. Juli 1849 in Prag; † 27. April 1912 in Wien), mit der er acht Kinder, Maria, Karl (Karlmann), Franziska, Robert, Emma, Dorothea (Dolly), Konrad, und Viktor hatte.
Er ist begraben am St. Barbara-Friedhof in Linz.